# Klasse 520
Die Mehrzwecklandungsboote (MZL) der Klasse 520 wurden von 1964 bis 1966 von der Howaldt-Werft in Hamburg gebaut. Die Boote werden auch als Barbe-Klasse bezeichnet und sind im NATO-Sprachgebrauch als Landing Craft Utility (LCU) klassifiziert.

## Einheiten der Klasse
Die Bundesmarine verfügte über insgesamt 22 MZLs, die, bis auf die Boote Tümmler und Delphin, auf Fischnamen getauft wurden:
- L 760 Flunder
- L 761 Karpfen
- L 762 Lachs
- L 763 Plötze
- L 764 Rochen
- L 765 Schlei
- L 766 Stör
- L 767 Tümmler
- L 768 Wels
- L 769 Zander
- L 788 Butt
- L 789 Brasse
- L 790 Barbe
- L 791 Delphin
- L 792 Dorsch
- L 793 Felchen
- L 794 Forelle
- L 795 Inger
- L 796 Makrele
- L 797 Muräne
- L 798 Renke
- L 799 Salm

## Konstruktion

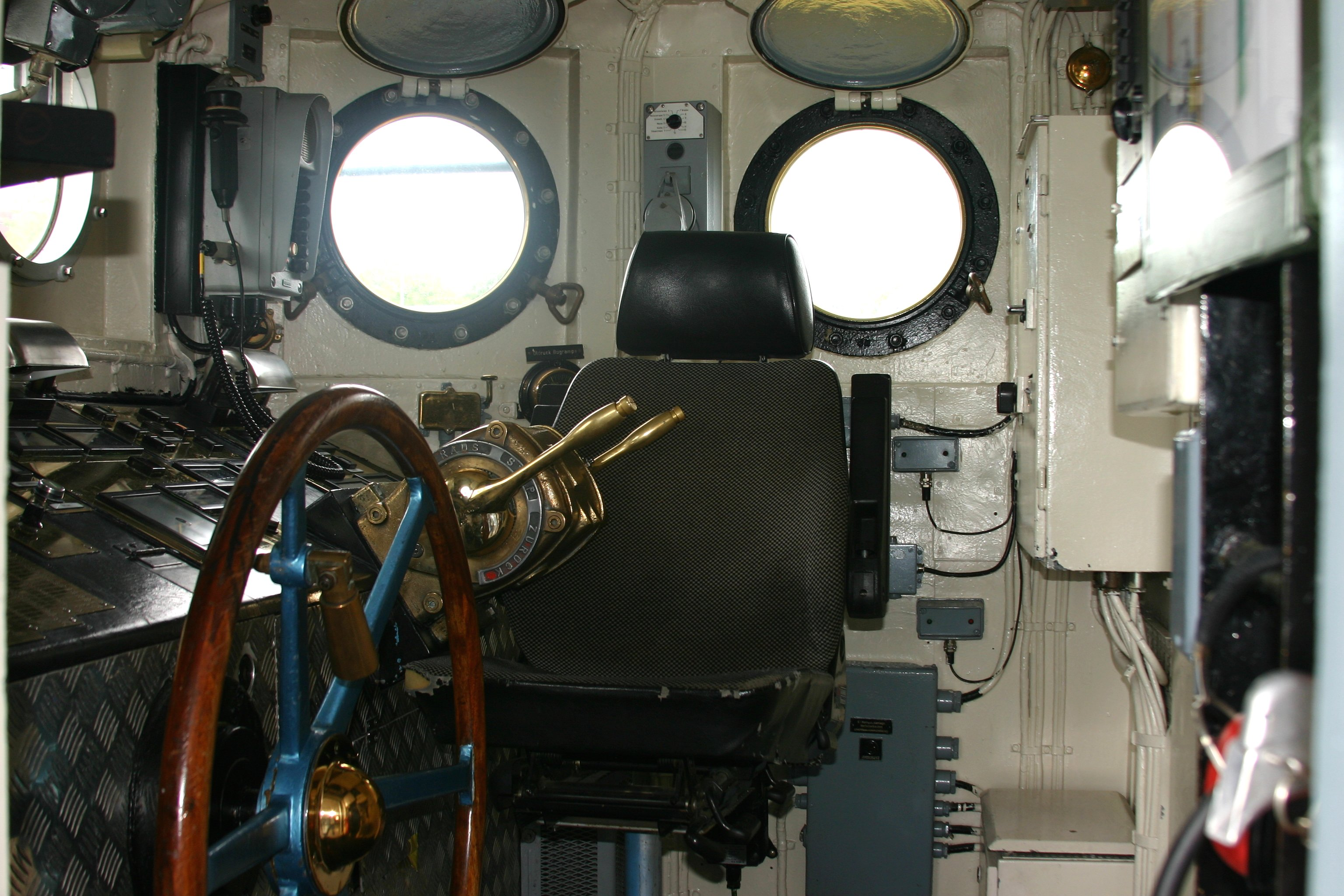
Fahrstand MZL

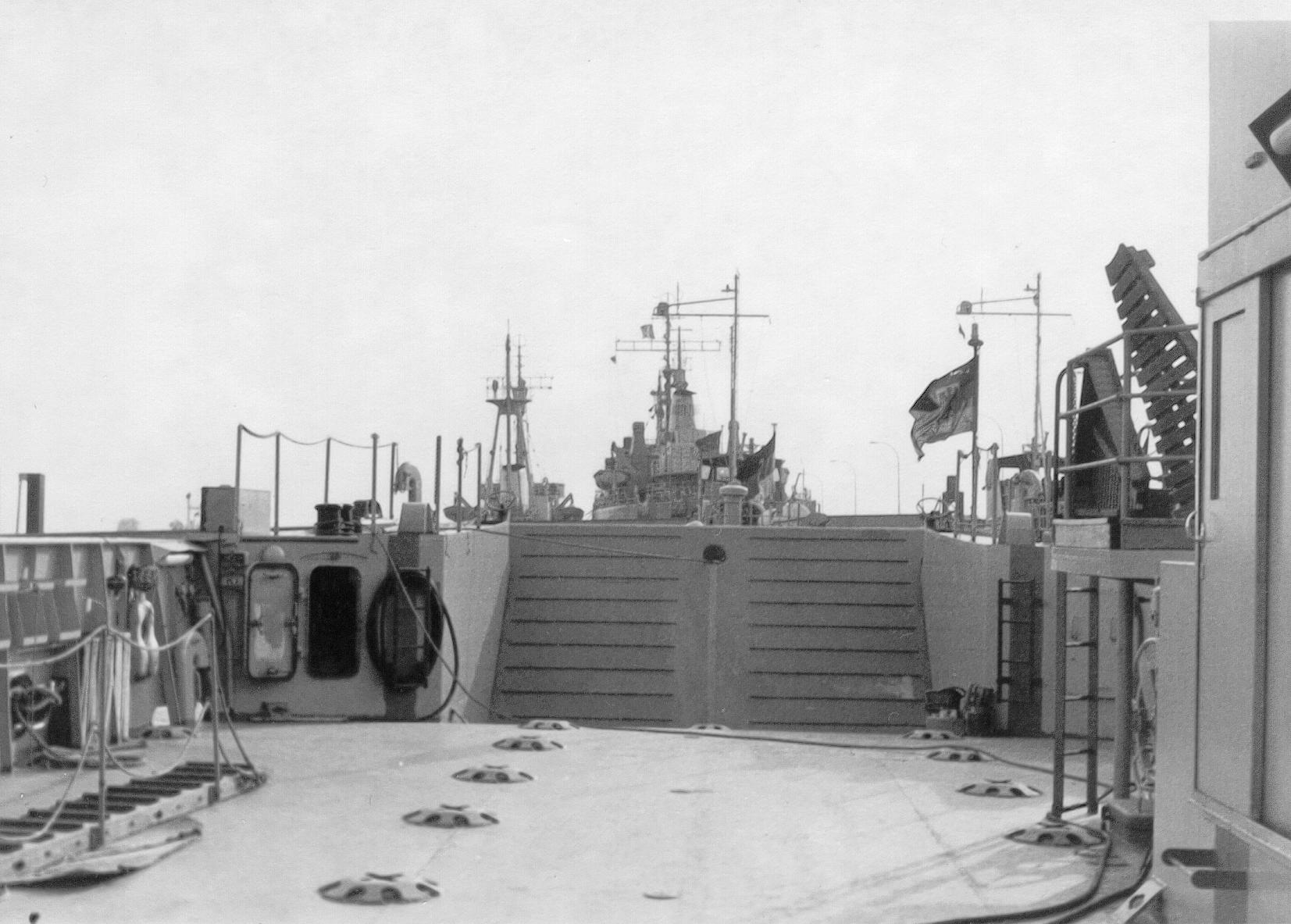
Blick auf Deck mit den Verzurrpunkten (Schildkröten genannt)

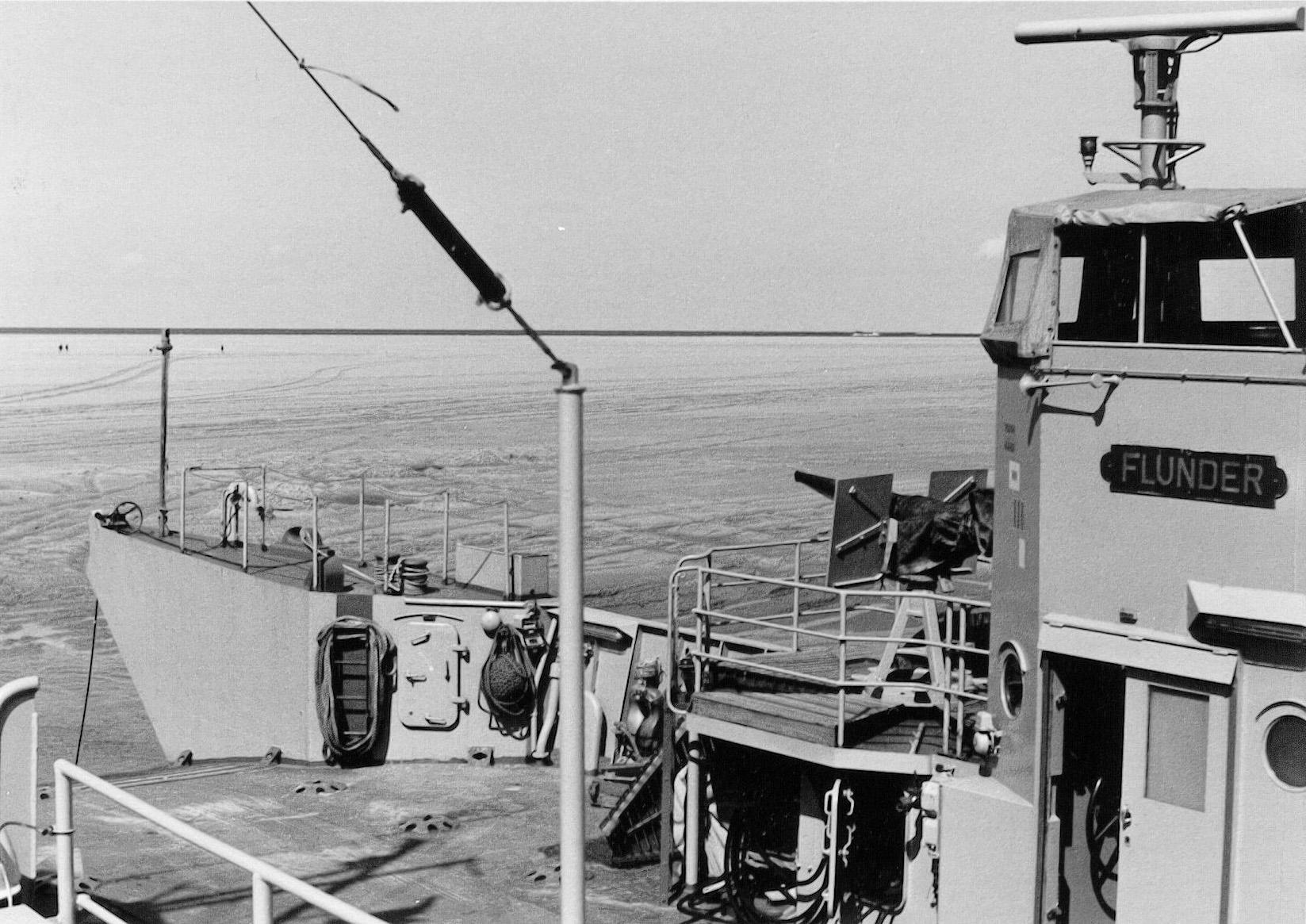
Steuerstand und 20-mm-Geschütz

Die Boote sind sehr flachgehend in Stahlbauweise gebaut. Der Rumpf ist in zwölf wasserdichte Abteilungen unterteilt, die Aufbauten, in der ersten Zeit noch mit offenem oberem Fahrstand, sind auf der Steuerbordseite. Vorn und achtern ist jeweils eine Klappe, die vordere hydraulisch und die achtere mechanisch betätigt. Die Klappen sind so konstruiert, dass sich ein Boot achtern einhängen und man von einem Boot auf das andere fahren kann. Auf der Steuerbordseite achtern ist ein Heckanker mit einem Gewicht von 454 kg montiert, mit dem man das Boot nach der Landung vom Strand ziehen kann; die maximale Zugkraft beträgt 12 Tonnen.
Die Boote haben drei Ballasttanks, achtern 29 m³, mittschiffs ca. 30 m³, und vorn 16 m³. Die beiden Kraftstofftanks Bb 20.000 Liter Stb 10.000 Liter, der Frischwassertank 10.000 Liter.
Die Schwarzwasserzelle fasst 10.000 Liter.

### Raumaufteilung
Von achtern nach vorn:
| Abtlg. I    | Rudermaschinenraum                                                                             |
| Abtlg. II   | Ballastwasserzelle 29 m³                                                                       |
| Abtlg. III  | Heckankerwindenraum und Schmier- und Altöltank je 690 Liter                                    |
| Abtlg. IV   | Motorenraum                                                                                    |
| Abtlg. V    | E-Werk                                                                                         |
| Abtlg. VI   | Kraftstofftanks 1× 10.000 und 1× 20.000 Liter, 1× 10.000 Liter Schwarzwasser                   |
| Abtlg. VII  | Ballasttank 30.000 Liter, ein Trinkwassertank 10.000 Liter, Proviantlast                       |
| Abtlg. VIII | Kommandantenkammer, Kammer STB (Schiffstechnischer Bootsmann), Messe, Gästekammer, Kompassraum |
| Abtlg. IX   | Unteroffizierskammer, Seemännisches Hellegat und Munitionskammer                               |
| Abtlg. X    | Mannschaftsdeck                                                                                |
| Abtlg. XI   | Bugrampenwindenraum                                                                            |
| Abtlg. XII  | Ballastwasserzelle 16 m³                                                                       |

In den seitlichen Aufbauten an Deck sind Toilette, Niedergang zum Maschinenraum, Waschraum, Kombüse, unterer und oberer Fahrstand, Funkraum, Fenderlast, Farbenlast und eine Last für Zurrmaterial untergebracht. Vor dem unteren Fahrstand und auf dem achteren B-Deck waren jeweils eine 20-mm-Flugabwehrkanone BK 20 montiert. Der obere Fahrstand war zunächst eine „offene Brücke“, die mit einer Persennig überzogen werden konnte. Erst 1973/74 wurden in den Werftliegezeiten die Brückenhäuser geschlossen, was die Installation und unbeeinträchtigte Nutzung von Nav-Radar, Decca-Gerät und Kartentisch erlaubte. In den 1980er Jahren wurde achtern auf dem B-Deck eine zweite 20-mm-Flugabwehrkanone BK 20 montiert.

### Technische Ausrüstung
- 2 Ballastpumpen je 50 m³/h, 1 Feuerlöschpumpe mit 25 m³/h, 1 Wasserstrahlpumpe, als Lenzpumpe, mit 10 m³/h. Die Rudermaschine wird handhydraulisch betätigt, max. Druck 90 bar. Die Hydraulikanlage für die Bugrampe wird mit maximal 140 bar von einem 17,6 kW E-Motor angetrieben.
- Die beiden Generatoren können zusammengeschaltet werden und versorgen das Bordnetz mit 440 V/60 Hz, 115 V/60 Hz und 24 V Gleichstrom. Für Notbeleuchtung und Notsender steht eine 24 Volt/152 Ah Batterie zur Verfügung. Eine 24 V/165 Ah Batterie ist die Starterbatterie für alle Motoren, eine weitere 24 Volt/152 Ah-Batterie versorgt die Motorüberwachung, die nautischen Instrumente, die Positionslaternen, die Klarsichtscheiben und die Signalanlagen mit Strom.
- Die Hydraulikanlage für die Heckankerwinde arbeitet mit einem Druck von 250 bar. Der Heckanker ist an einem Stahlseil befestigt, die Winde steht in Abteilung III unter Deck.
- Bei Indienststellung hatten die Boote nur einen Kreiselkompass und ein tragbares Funkgerät, später wurde dann ein größeres Funkgerät fest eingebaut. In den Jahren bis 1973 wurden die Boote umgebaut und bekamen einen festen Fahrstand, auch wurden sie mit Radargeräten ausgerüstet.

### Technische Daten
- Länge: 40,04 m
- Breite: 8,80 m
- Tiefgang: vorne 0,2 m, hinten 2,20 m
- Tragfähigkeit: 143 Tonnen
- Verdrängung: 403 Tonnen max.
- Besatzung: 18
- Antrieb: 2 × MWM Trhs 518 V 12, 513 PS bei 1500/min
- E-Diesel: 2 × MWM 518 rhs 4-Zylinder 98 PS bei 1250/min bei 60 Hz
- Bewaffnung: eine 20-mm-Kanone BK 20, später zwei 20-mm-Kanonen BK 20, ab 2015 zwei sMG's 12,7mm
- Geschwindigkeit: 10,5 kn max. (wurde Mitte der 1970er Jahre auf 10 kn = 1300 Umdrehungen beschränkt, da es zu häufig zu Schäden an den Stopfbuchsen der Wellen kam; nach technischen Nachrüstungen konnte Lachs in den letzten Dienstjahren wieder mit 1450 Umdrehungen laufen.)

## Besatzung
Der Kommandant eines Landungsbootes ist Haupt- oder Stabsbootsmann. Nur auf den vier Divisionsbooten des Landungsgeschwaders/der Landungsbootsgruppe war der Kommandant ein Offizier im Dienstgrad eines Kapitänleutnants oder Oberleutnants zur See. Kommandeursboot war L 791 Delphin. Hinzu kamen ein Schiffstechnischer Bootsmann (STB), bis zu sieben Maate (stets ein Verpflegungsmaat, ein Decksmaat und ein Navigationsmaat, auf Divisionsbooten auch ein Funkmaat, ein Signalmaat und ein Schreibersgast, zeitweise und von der allg. Personallage der Bundesmarine abhängig ein Mot-Uffz und ein E-Uffz sowie ein Fähnrich zur See als Wachoffizier) sowie neun Mannschaften.
Auf Auslandsausbildungsreisen waren zusätzlich Angehörige des Stabs des Landungsgeschwaders, ein Militärgeistlicher sowie Sanitätspersonal eingeschifft.

## Einsatzbereich

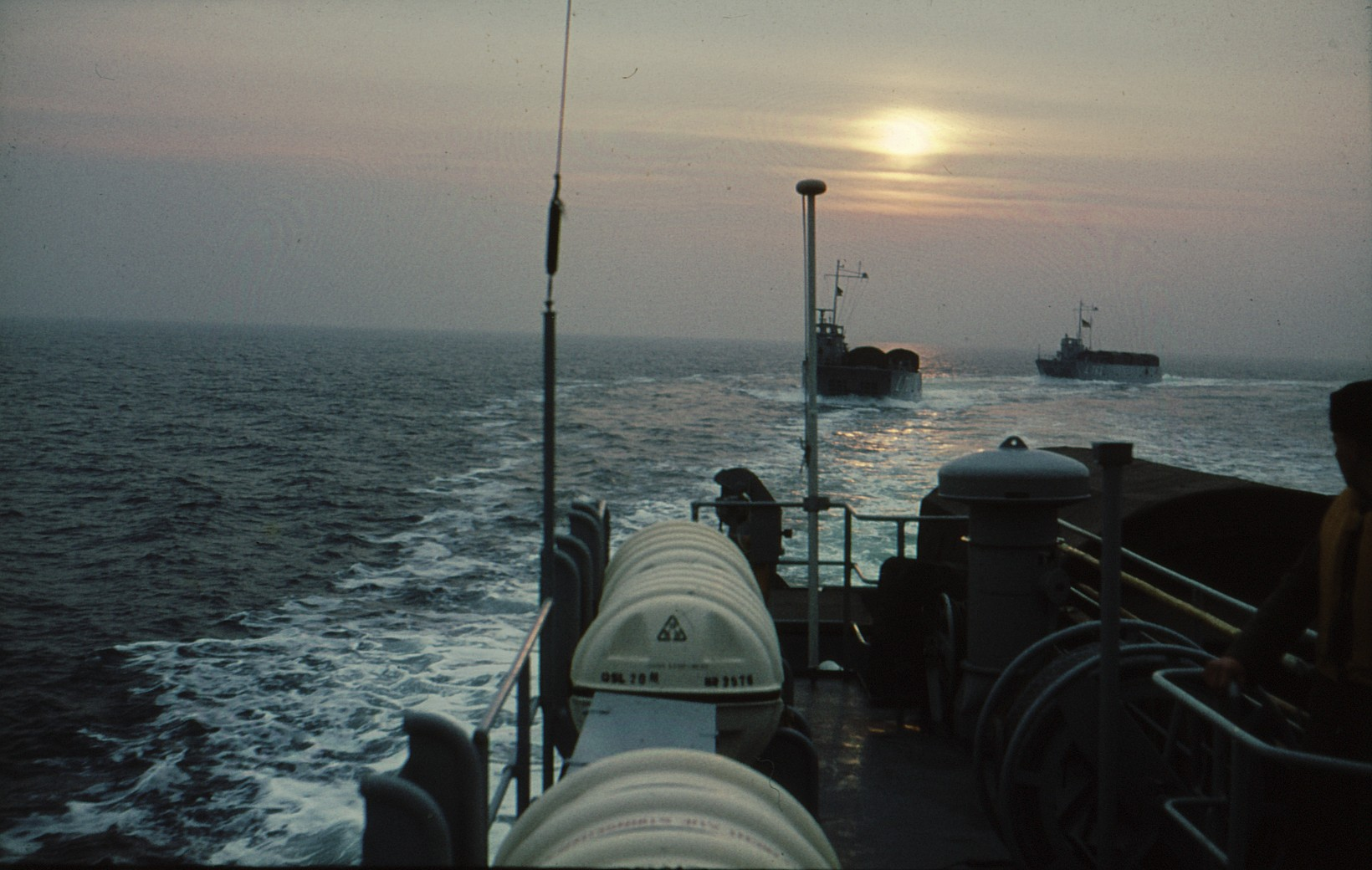
In Kiellinie

Die Landungsboote der Barbe-Klasse wurden für Landungs- und Minenlegeoperationen in Nord- und Ostsee konzipiert und waren für den Transport von Soldaten und militärischem Material im küstennahen Bereich vorgesehen. Sie können bis zu drei große Panzer transportieren. Diese Fähigkeit wurde insbesondere bei den Landeoperationen wichtig. So wurden regelmäßig Boote z. B. mit Flugabwehrpanzern „Gepard“ bestückt, um den Operationsraum gegen Luftbedrohungen abzuschirmen. Zudem wurden auch Seezielschießen bzw. Landungsfeuerunterstützung (Naval Gunfire Support) mit „Gepard“ und „Leopard 2“ durchgeführt. Durch ihre flache Bauweise ohne ausgeprägten Bug sind sie nur bis zu einem Seegang der Stärke 5–6 einsatzfähig. Einschränkend wirken insbesondere die Aufbauten an der Steuerbordseite, da der Winddrift kein Kiel entgegengesetzt wird. Eine ungünstige Kombination von Wind und Wellen führte im Jahre 1989 zu einer schweren Havarie eines der Boote während einer Landungsübung in Dänemark. Bug- und Heck-Rampe sind für Belastungen bis zu 50 Tonnen ausgelegt, so können auch schwere Panzer aufgenommen werden. Aufgrund ihres geringen Tiefgangs sind die Boote auch flussgängig.
Neben der Aufgabe der „klassischen“ Landungsoperationen lag die Hauptverwendung der MZL in der Durchführung offensiver und defensiver Minenoperationen. Jedes aktive Boot wurde um 1968 mit einem sogenannten „Minenpaket“ ausgerüstet, ein zweigleisiges Schienensystem mit Wurfgalgen an der Heckklappe, welches in Eigenarbeit und mit Bordmitteln montierbar war. Diese Minenpakete wurden jedoch an Land gelagert. Die Schienen wurden an Deck an den Verzurrpunkten (Schildkröten) für Fahrzeuge befestigt. Mit diesem System konnte eine ganz erhebliche Menge an Grund- und Ankertauminen geladen werden und über die Heckabläufe geworfen werden. Diese Operationen wurden gewöhnlicherweise unter Radarführung seitens einer Landradarstation und generell nachts durchgeführt. Ziel war, im Spannungsfall die Linien Fehmarnsund-Fehmarnbelt-Trelleborg und die Ostseezugänge inmitten der dänischen Inseln in relativ kurzer Zeit und nah bis unter Land für den Gegner zu sperren.
Auslandsausbildungsreisen führten u. a. nach Mittelschweden bis Karlstad durch den See Vänern und auf dem Rhein nach Mannheim und Strasbourg. 1975 ging von Borkum aus das gesamte Geschwader mit 17 Booten in See, um Anfang Juni die Stadt Caen in der französischen Normandie zu besuchen. Eine andere Ausbildungsfahrt führte die 1. Division, bestehend aus Delphin, Forelle, Barbe, Felchen und Dorsch, 1985 zunächst nach Borkum und Den Helder und schließlich auf der Seine bis Rouen.
Im Juni 1971 führte das 1. Landungsgeschwader, damals bestehend aus einem Versorger der Lüneburg-Klasse, zwei mittleren Landungseinheiten (Krokodil und Eidechse – LSM-1-Klasse) und zehn Booten der Barbe-Klasse eine Erkundungs- und Ausbildungsreise von Borkum über Rotterdam Reede, Antwerpen Reede, die Torbay, den Hafen Weymouth, nach Dublin durch. Während dieser Reise wurden die kleineren Boote bis an die Grenze ihrer Seefähigkeit bei der Umrundung von „Land’s End“ belastet. Diese Reise war einer der Gründe, die dazu führten, diese Boote 1973 einem generellen Umbau zu unterziehen. Die bis dahin mit einer Plane geschützte „Fahr-Brücke“ wurde fest überbaut. Außerdem bekamen die Boote, auch wegen eines Unfalls von MZL Schlei, einen bis dahin nicht vorhandenen Magnetkompass.

## Gliederung, Unterstellung und Verbleib

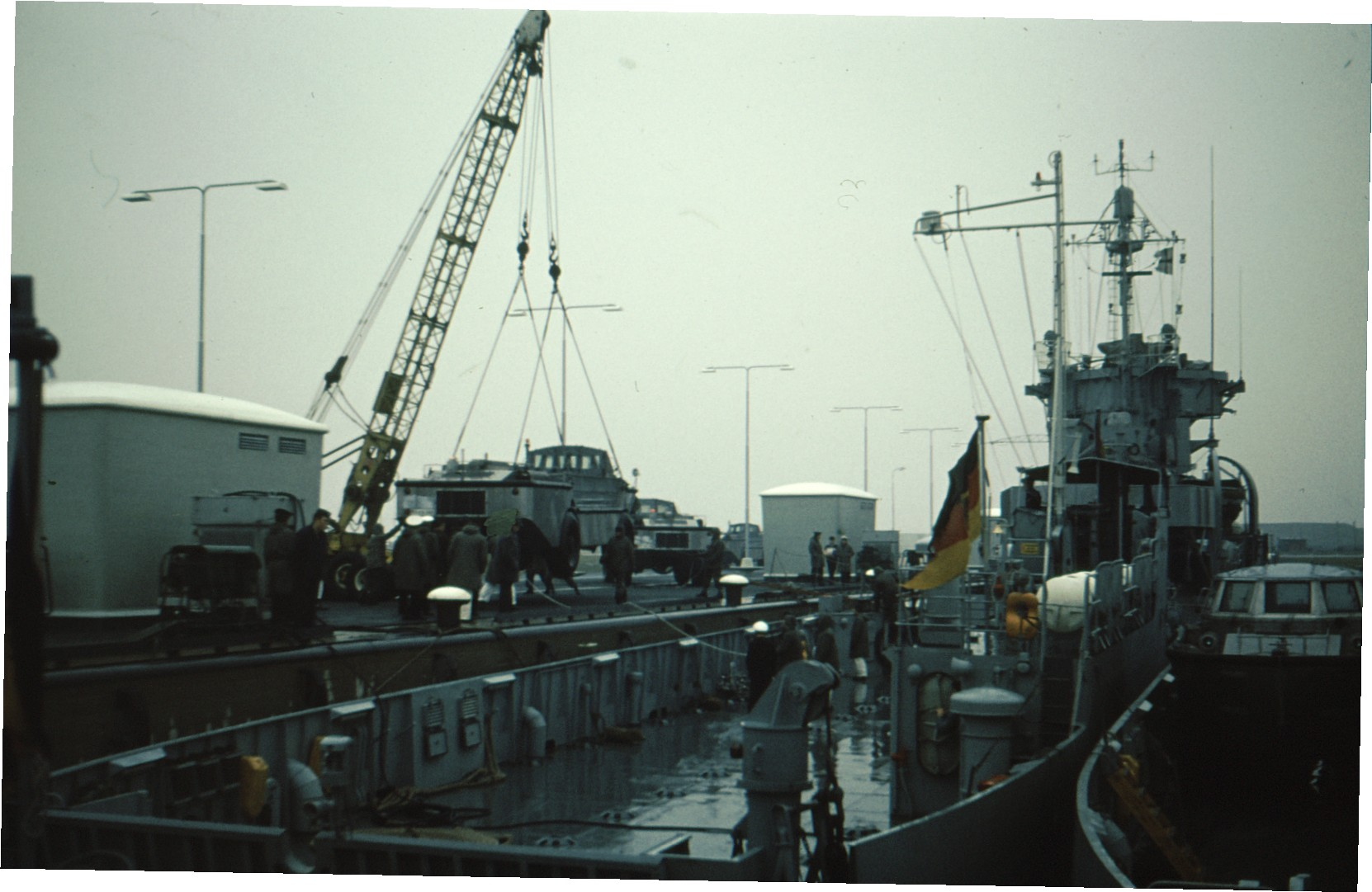
Verladung eines LARC

Die Boote gehörten zum größten Teil zu verschiedenen Verbänden und Einheiten der Amphibischen Gruppe.
Ab 1973 waren 17 Boote dem 1. Landungsgeschwader in Borkum und ab 1978 der „Landungsbootgruppe“ in Kiel unterstellt.
Das 1. Landungsgeschwader gliederte sich noch in 3 Divisionen (1. und 2. Division je 6 Boote, 3. Division 5 Boote), wobei Delphin, Flunder und Schlei Führerboote der Divisionen waren. Mit dem Umzug nach Kiel und der Umbenennung wurde auch die Gliederung verändert: Es entstanden 4 Divisionen, Zander kam als Divisionsführerboot hinzu (1. Div 5 Boote, die anderen je 4 Boote).
Felchen diente als Arztboot, während die Gästekammer auf Delphin als Kommandeurskammer ausgebaut war.
Zwei Boote (Butt und Brasse) gehörten zu der Strandmeisterkompanie und eines (Inger) als Schulboot zu der Seemannschaftslehrgruppe; zwei (Salm und Renke) lagen in Reserve im Marinearsenal Wilhelmshaven.

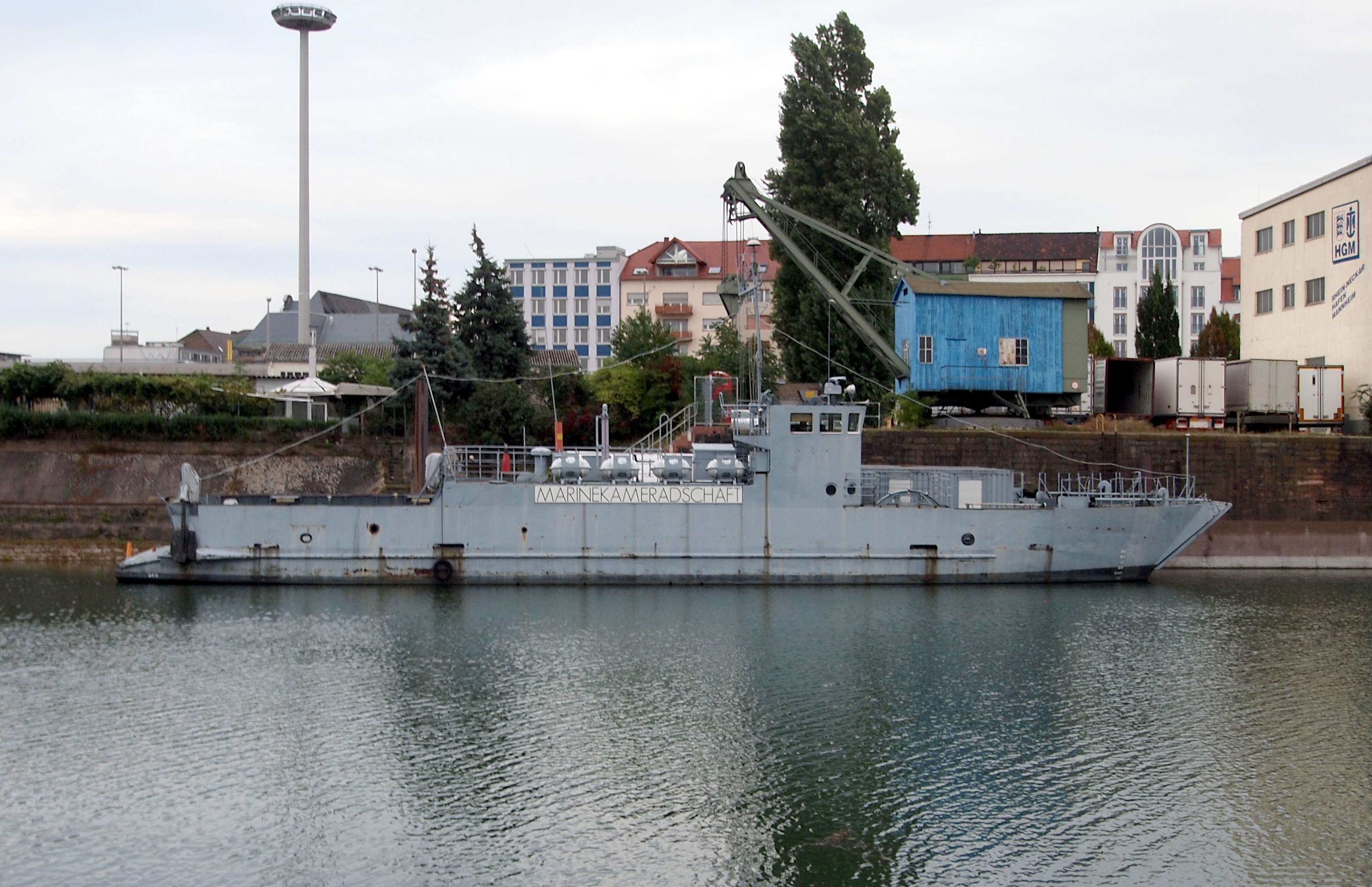
Zander 2013 auf dem Mannheimer Verbindungskanal

1992 wurden acht Boote an Griechenland verkauft. Die letzten fünf in der Deutschen Marine verbleibenden Boote wurden zunächst der Flottille der Minenstreitkräfte zugeteilt und bildeten bis 1995 mit den Binnenminensuchbooten das 5. Minensuchgeschwader in Olpenitz. Danach gehörten die Landungsboote von 1996 bis zum Sommer 2005 zum 3. Minensuchgeschwader, wo sie neben Landungsübungen vor allem Materialtransporte durchführten. Zu der Zeit waren sie auch zum Minenlegen vorgesehen. Zwischen 2001 und 2002 wurden drei der fünf Landungsboote außer Dienst gestellt. Seit 2005 versahen die L 762 Lachs und L 765 Schlei ihren Dienst beim SEKM in Eckernförde. L 769 Zander war seit Juli 2004 im Besitz der Marinekameradschaft Mannheim und hieß dort Götz von Mannheim. Durch Metalldiebstahl versenkt, wurde sie 2023 verschrottet.
Mit Auflösung des Verbandes Spezialisierte Einsatzkräfte zum 1. April 2014 wurden Lachs und Schlei dem Marinestützpunktkommando Eckernförde unterstellt. Die Schlei wurde 2017 bei der Gebr. Friedrich-Werft in Friedrichsort noch vor ihrer Außerdienststellung abgewrackt; sie sollte eigentlich instand gesetzt werden, aufgrund von vorhandenen Schäden wäre diese Maßnahme aber nicht wirtschaftlich gewesen. Der Propeller der Schlei wurde am 2. September 2018 an die Stadt Gladbeck übergeben, die seit 1971 zusammen mit der „Marinekameradschaft von 1907 Gladbeck e. V.“ eine Patenschaft für die Mehrzwecklandungsboote der Marine unterhält.
Die Lachs, das letzte noch im Dienst der deutschen Marine befindliche Landungsboot, wurde am 23. Oktober 2024 außer Dienst gestellt. 2023 befand es sich ein letztes Mal auf einer Binnenwerbetour für die Marine im Rahmen der 175-Jahr-Feierlichkeiten der deutschen Marinen auf dem Rhein, 2024 in Travemünde und war von Ende Mai bis zum 19. Juni auf Abschiedstour mit dem letzten Auslandshafen Rönne. Mit Außerdienststellung des Lachs entfiel die letzte Verwendung eines Portepeeunteroffiziers als Kommandant einer Einheit der Deutschen Marine. Diese Spitzenverwendung der Laufbahngruppe bedingte, dass die Marineunteroffizierschule in Plön die Traditionspflege für die Mehrzwecklandungsboote übernommen hat.

Landungsboot Lachs
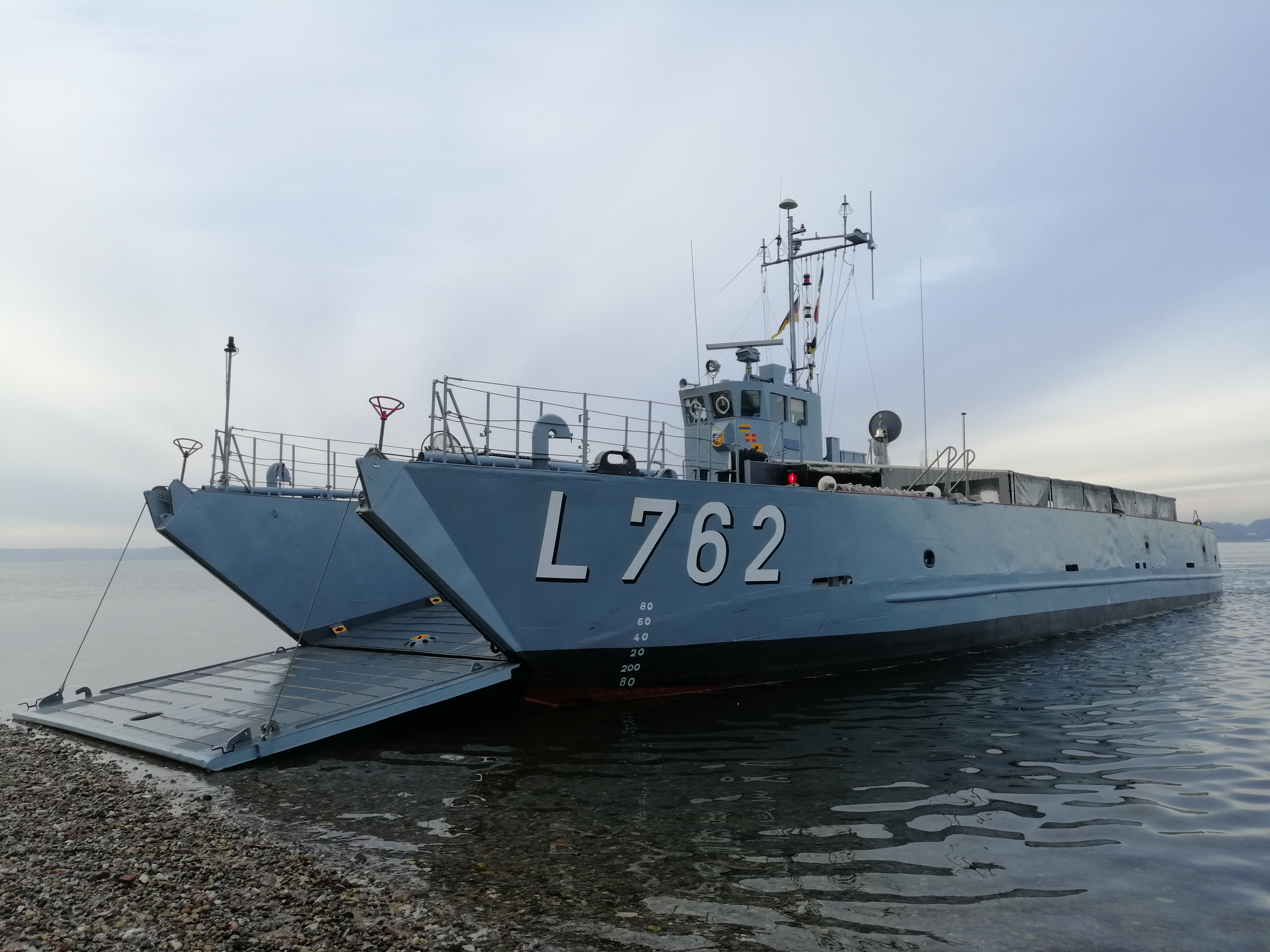
Backbord Bug
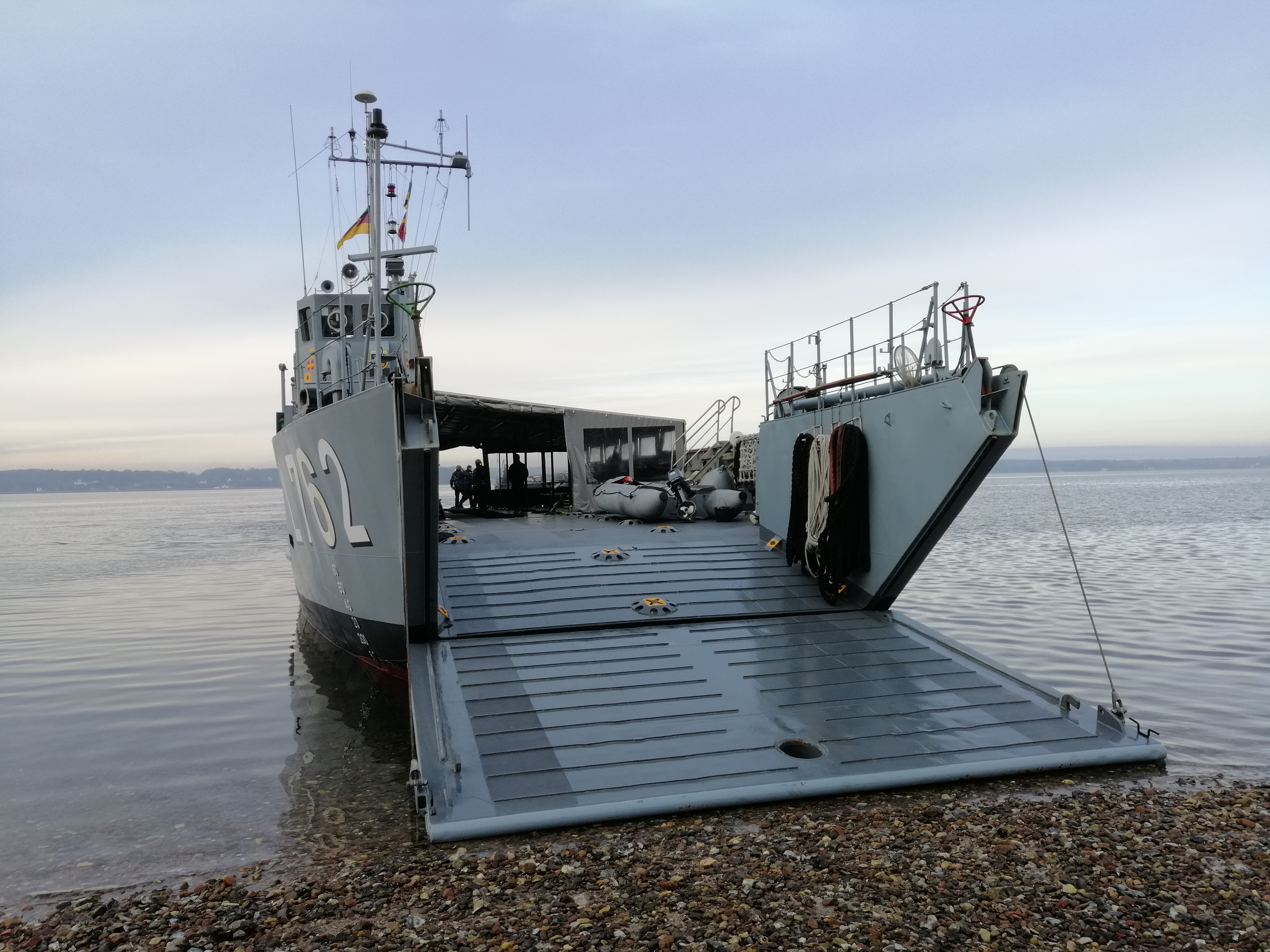
Bugrampe
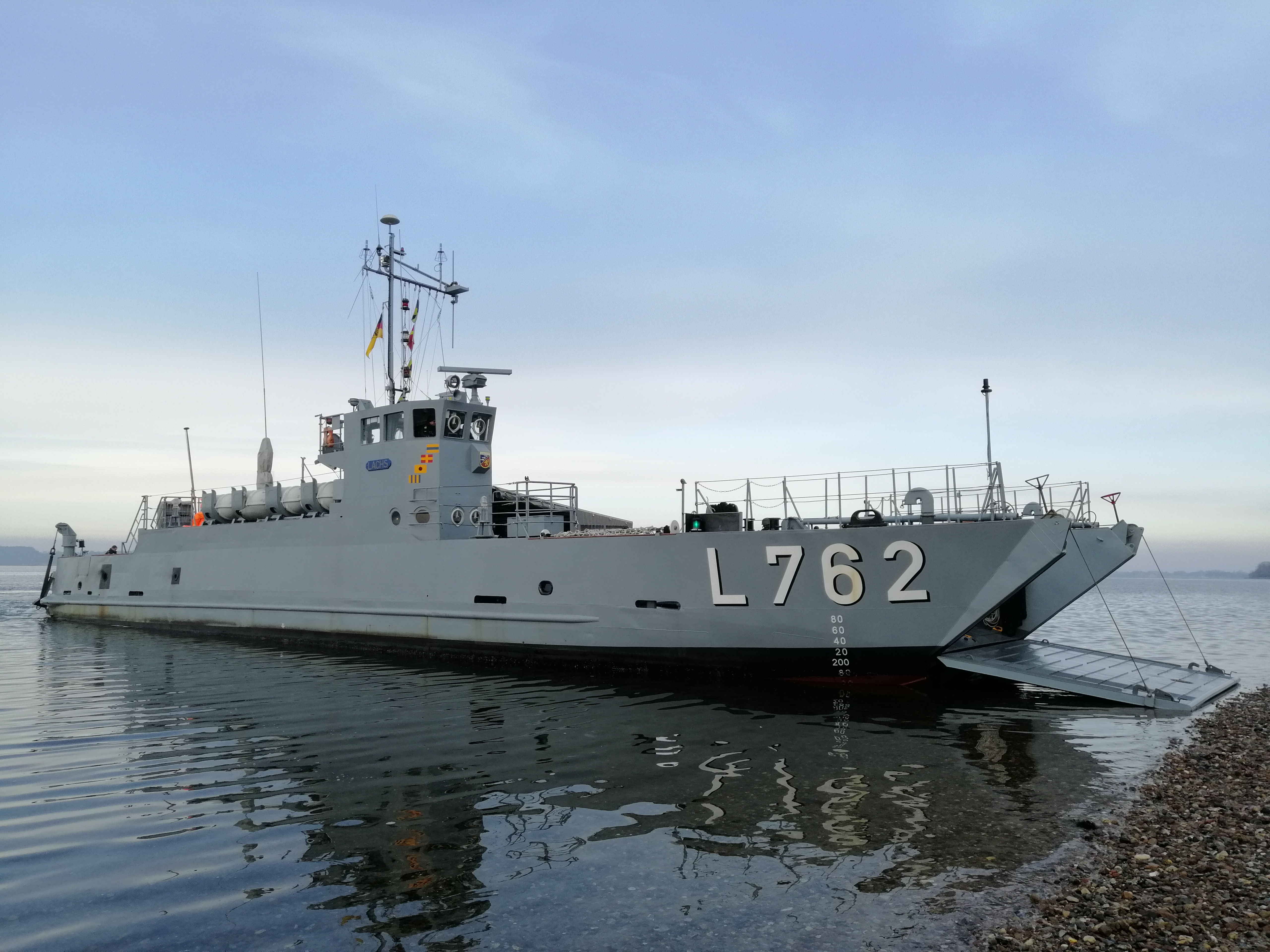
Steuerbord